# Yuba (Wisconsin)
Yuba es una villa ubicada en el condado de Richland en el estado estadounidense de Wisconsin. En el Censo de 2010 tenía una población de 74 habitantes y una densidad poblacional de 93,99 personas por km².

## Geografía
Yuba se encuentra ubicada en las coordenadas 43°32′11″N 90°25′36″O / 43.53639, -90.42667. Según la Oficina del Censo de los Estados Unidos, Yuba tiene una superficie total de 0.79 km², de la cual 0.79 km² corresponden a tierra firme y (0%) 0 km² es agua.

## Demografía
Según el censo de 2010, había 74 personas residiendo en Yuba. La densidad de población era de 93,99 hab./km². De los 74 habitantes, Yuba estaba compuesto por el 100% blancos, el 0% eran afroamericanos, el 0% eran amerindios, el 0% eran asiáticos, el 0% eran isleños del Pacífico, el 0% eran de otras razas y el 0% pertenecían a dos o más razas. Del total de la población el 0% eran hispanos o latinos de cualquier raza.